# Peperomia santa-elisae
Peperomia santa-elisae är en pepparväxtart som beskrevs av C. Dc.. Peperomia santa-elisae ingår i släktet peperomior, och familjen pepparväxter. Inga underarter finns listade i Catalogue of Life.